# Cincinnati Royals 1968-1969
La stagione 1968-69 dei Cincinnati Royals fu la 20ª nella NBA per la franchigia.
I Cincinnati Royals arrivarono quinti nella Eastern Division con un record di 41-41, non qualificandosi per i play-off.

## Roster
| N° | Naz.                   | Ruolo | Sportivo        | Anno | Alt. | Peso |
| -- | ---------------------- | ----- | --------------- | ---- | ---- | ---- |
| 5  | Stati Uniti (bandiera) | GA    | Tom Van Arsdale | 1943 | 196  | 92   |
| 10 | Stati Uniti (bandiera) | G     | Adrian Smith    | 1936 | 185  | 82   |
| 11 | Stati Uniti (bandiera) | A     | Doug Sims       | 1943 | 201  | 88   |
| 13 | Stati Uniti (bandiera) | AC    | Walt Wesley     | 1945 | 211  | 100  |
| 14 | Stati Uniti (bandiera) | GA    | Oscar Robertson | 1938 | 196  | 93   |
| 15 | Stati Uniti (bandiera) | A     | Fred Foster     | 1946 | 196  | 95   |
| 16 | Stati Uniti (bandiera) | AC    | Jerry Lucas     | 1940 | 203  | 104  |
| 17 | Stati Uniti (bandiera) | G     | Pat Frink       | 1945 | 193  | 88   |
| 18 | Stati Uniti (bandiera) | A     | Bill Dinwiddie  | 1943 | 201  | 100  |
| 21 | Stati Uniti (bandiera) | AC    | Don Smith       | 1946 | 206  | 107  |
| 21 | Stati Uniti (bandiera) | AC    | Fred Hetzel     | 1942 | 203  | 100  |
| 23 | Stati Uniti (bandiera) | A     | John Tresvant   | 1936 | 201  | 98   |
| 23 | Stati Uniti (bandiera) | A     | Al Tucker       | 1943 | 203  | 86   |
| 24 | Stati Uniti (bandiera) | AC    | Connie Dierking | 1936 | 206  | 101  |

## Staff tecnico
- Allenatore: Ed Jucker